# Music & Me
Az 1973 áprilisában megjelent Music & Me Michael Jackson harmadik szólólemeze.
Jackson karrierjének ezen a pontján egyike volt azon kevés művészeknek, akik mind együttesben, mind szólóénekesként sikeresnek számítottak. 1973-ra már négy dala szerepelt a slágerlista első 40 helyezettje között. Ekkor azonban Jackson, aki augusztusban töltötte be a 15. életévét, egyre elégedetlenebbé vált kiadójával. A Motown határozatlan volt az új album felvételekor követendő iránnyal kapcsolatban, így a Music and Me dalai nem sikerültek igazán meggyőzőre. Jackson ebben az időszakban kezdett mutálni, a korábbi fiúszoprán hangfekvés helyett ekkorra tenorrá vált.
Ez a lemez volt Jackson legkevésbé sikeres albuma a Motown kiadónál. Bár a lemez borítóján látható fotón Jackson egy gitárt penget, valójában egyáltalán nem játszott az albumon, és hiába szerette volna, nem énekelhette saját dalait sem. A 92. helyezés a poplemezek listáján intő jel volt, amely arra figyelmeztetett, hogy a közönség már nem kíváncsi Jacksonra, mint gyermekénekesre. A lemezről három dalt adtak ki kislemezen: az eredetileg Stevie Wonder által énekelt With a Child's Heart című felvételt, valamint a Music and Me, és Happy című dalt.
Annak ellenére, hogy Jackson a lemezborítón egy akusztikus gitárral látható, nem játszik egyetlen egy akkordot sem a gitárral az albumon.
Az albumot Dave Blumberg, Freddie Perren, Gene Page és James Anthony Carmichael rendezte, és az énekes legkisebb számban eladott albuma. A kiadás után a Motown Records kiadónál két évet vett igényben az újabb Jackson album, a Forever, Michael elkészítése. A szólóalbum felvétele után a The Jackson 5 sikeres dala, a Dancing Machine is megjelent, valamint 1984-ben a Farewell My Summer Love című válogatásalbum is napvilágot látott, mely a Thriller album sikerességét tükrözi. Az album eredeti kiadása a 2009-ben megjelent Box 2. részeként jelent meg a Hello World: The Motown Solo Collection részeként.

## Előzmények
Az album Jackson életének egy nehéz időszakában jelent meg. Az akkor 14. éves énekes nagy változásokon ment keresztül, és saját zenei karrierjét, stílusát szerette volna építeni, azonban a Motown munkatársai, valamint Marvin Gaye, és Stevie Wonder ezt megtagadták. Szerette volna saját dalait az albumra, de a Motown ezt is megtagadta tőle. Jackson csalódottságát apjának, Joe Jacksonnak is kifejezte, aki később megpróbált szerződést bontani Jackson és testvérei közös kiadójával, a Motown-nal, és szerződést kötött az Epic Records-szal.
Jackson egyetlen egy turnén vett részt a The Jackson 5 tagjaként, az album promóciója korlátozott volt emiatt. A Stevie Wonder dal a With a Child's Heart Jackson féle feldolgozása 50. helyezett volt a Billboard Pop Singles kislemezlistán, és 14. a Billboard R&B kislemezlistán. Két további dal, a Music and Me, és a Too Young csak Olaszországban került kiadásra, míg a Happy című dal Ausztráliában, a Doggin' Around limitált kislemezként Hollandiában jelent meg. 10 évvel az album kiadása után a Happy az Egyesült Királyságban is megjelent, és felkerült a 18 Greatest Hits válogatásalbumra is. A CD kiadáson a borító színe zöldebb volt, és az album szövege is változott.

## Az album dalai
| 1. | With a Child's Heart                         | Sylvia Moy, Henry Cosby, Vicki Basemore | 3:34 |
| 2. | Up Again                                     | Freddie Perren, Christine Yarian        | 2:47 |
| 3. | All the Things You Are                       | Oscar Hammerstein II, Jerome Kern       | 2:55 |
| 4. | Happy (Love Theme from Lady Sings the Blues) | Michel Legrand, Smokey Robinson         | 3:19 |
| 5. | Too Young                                    | Sidney Lippman, Sylvia Dee              | 3:37 |

| 1. | Doggin' Around | Lena Agree                                              | 2.52 |
| 2. | Euphoria       | Leon Ware, Jacqueline Hilliard                          | 2:48 |
| 3. | Moring Glow    | Stephen Schwartz                                        | 3:36 |
| 4. | Johnny Raven   | Billy Page                                              | 3:31 |
| 5. | Music and Me   | Jerry Marcellino, Mel Larson, Don Fenceton, Mike Cannon | 2:35 |

A későbbi kiadásokon a 7-es és a 9-es sorrendet változtatták. A Johnny Raven a 7. míg az Euphorie a 8. dal volt. A Morning Glow pedig a 9. volt a lejátszási sorrendben.

## Slágerlista
| Slágerlista (1973)                     | Legjobb helyezés |
| -------------------------------------- | ---------------- |
| Franciaország (SNEP Album Top 100)     | 108              |
| USA Billboard 200                      | 92               |
| USA Top R&B/Hip-Hop Albums (Billboard) | 24               |

## Válogatásalbum
A Music & Me című albumot néha összekeverik a Motown által kiadott 90-es években megjelent CD-vel, mely eredetileg 1982-ben megjelent Motown Legends: Michael Jackson címmel bakelit lemezen, majd 1985-ben az amerikai kiadás is megjelent, mely az 1973-as album összes dalát tartalmazza a Doggin' Around kivételével. A CD változat az Egyesült Államokban nem került kiadásra, de importként kapható volt.
A dalok listája
1. "Rockin' Robin" (AGot to Be There című albumról)
2. "Johnny Raven"
3. "Shoo-Be-Doo-Be-Doo-Da-Day" (A Ben című albumról)
4. "Happy"
5. "Too Young"
6. "Up Again"
7. "With a Child's Heart"
8. "Ain't No Sunshine" (A Got to Be There című albumról)
9. "Euphoria"
10. "Morning Glow"
11. "Music and Me"
12. "All the Things You Are"
13. "Cinderella Stay Awhile" (A Forever, Michael című albumról.)
14. "We've Got Forever" (A Forever, Michael című albumról)